# Граффито Алексамена

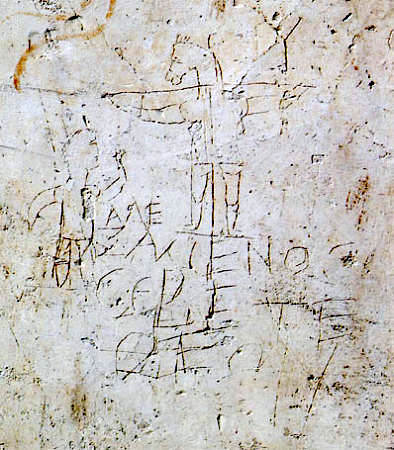

Граффито Алексамена (также известно как Богохульное граффито:393) — рисунок-граффити, нацарапанный на штукатурке Paedagogium — сооружения на восточном склоне Палатинского холма в Риме, выстроенного в эпоху Домициана. Сейчас экспонируется в Антиквариуме Палатина. Считается одним из первых художественных изображений распятого Иисуса Христа (наряду с несколькими геммами).

## Описание

Детализированный вариант изображения.

Граффито изображает распятую на кресте человекоподобную фигуру с головой осла. В правом верхнем углу изображения находится символ, определяемый либо как греческая буква ипсилон, либо как тау-крест. В левой части изображения молодой человек, по-видимому, представляющий собой Алексамена, поднимает одну руку в жесте, предполагающем, вероятно, поклонение этой фигуре. Под крестом имеется надпись, написанная на ломаном греческом: «Αλεξαμενος ςεβετε θεον». Слово «ςεβετε» здесь может быть истолковано как вариант написания (возможно, фонетически ошибочный) слова «σεβω» означающим, «я поклоняюсь». Полностью надпись в итоге может быть переведена как «Алексамен поклоняется [своему] богу». Некоторые другие источники предлагают как предполагаемый перевод вариант «Алексамен в процессе поклонения богу» или аналогичные.
Глагол «ςεβετε» здесь написан с ошибками. Во-первых, в начале слова стоит форма буквы сигма, которая пишется только в самом конце. Во-вторых, глагол стоит во втором лице множественного числа и дословно переводится «вы поклоняетесь».
Чёткого консенсуса о том, когда был создан рисунок, не достигнуто. Были выдвинуты предположения о периоде начиная с конца I века и до конца III века, при этом начало III века, как считается, в плане времени его создания наиболее вероятно, потому что большая часть отделки здания (мозаики и росписи) относятся к эпохе Северов.

## Открытие и расположение
Граффити было обнаружено в 1857 году при раскопках, которые начал царь Николай I, владевший в то время частью южного склона Палатина. На основании некоторых найденных внутри граффити здание было названо Педагогиумом. Предполагается, что это школа-интернат для императорских рабов или место проживания для императорских пажей. Позже здание было поглощено последующими постройками, превратившись для них в фундамент, поэтому Педагогиум уцелел на протяжении всех этих веков.

## Интерпретация
Надпись рассматривается авторитетными источниками, такими как Католическая энциклопедия, в качестве карикатуры, изображающей христианина в акте поклонения. Изображения как головы осла, так и распятия, рассматривались римским обществом как оскорбительные. Распятие продолжали практиковать в качестве способа казни для самых отъявленных преступников вплоть до его отмены императором Константином в IV веке, и воздействие, которое мог оказаться рисунок с распятием на кресте, сопоставимо с воздействием, которое сегодня может оказаться изображение человека с петлёй висельника вокруг его шеи или сидящего на электрическом стуле.
Предполагается, что в то время было принято считать, будто христиане практикуют онолатрию (поклонение ослу). Это было основано на заблуждении, что евреи поклонялись богу в виде осла —впервые это заблуждение встречается у Мнасея, греческого историка и мифографа. Тертуллиан, писавший в конце II или в начале III века, сообщает, что христиане, наряду с евреями, были обвинены в поклонении такому божеству. Он также упоминает еврея-выкреста, который нарисовал в Карфагене карикатуру на христианина с ушами и копытами осла, названную Deus Christianorum Onocoetes («Бог христиан, рождённый от осла»).
По другим предположениям, граффити изображает поклонение египетским богам Анубису или Сету; или же молодой человек участвует в гностической церемонии с участием фигуры с лошадиной головой, при этом в правом верхнем углу от распятой фигуры изображена не греческая буква ипсилон, а тау-крест:393–394.
Существует также предположение, что как граффити, так и созданные примерно в то же время геммы с изображением распятия связаны с еретическими внецерковными группами того времени.

## Значение
До настоящего времени имеют место споры о том, практиковалось ли почитание распятия, изображённого на граффити, современными времени его создания христианами на самом деле или же ослиная голова была добавлена в изображение исключительно ради высмеивания христианских верований. Был выдвинут аргумент, что якобы присутствие набедренной повязки на распятой фигуре, что отличалось от традиционной римской процедуры казни, при которой осуждённый был полностью обнажён, доказывает, что художник при создании своего рисунка должен был опираться на действительно наблюдавшееся им поклонение Алексамена или другие поклонения. Однако было высказано мнение и против такого подхода, базирующееся на том, что крест фактически не использовался в христианском богослужении до IV и V веков.

## «Alexamenos Fidelis»
В следующей комнате здания была найдена другая надпись, сделанная другой рукой и читаемая как «Alexamenos Fidelis», что в переводе с латыни означает «Алексамен верен» или «Алексамен верный». Эта надпись может быть ответом неизвестного христианина на издевательскую карикатуру на Алексамена, представленную в граффито.